# フーベルト・ノイパー
フーベルト・ノイパー（Hubert Neuper、1960年9月29日 - ）は、オーストリア、シュタイアーマルク州Bad Aussee出身の元スキージャンプ選手。アルミン・コグラーとともに1980年代前半のオーストリアチームのエースとして活躍したが、その全盛期は短かった。
19歳で臨んだ1979-1980シーズンで1歳年長のコグラーを抑えてワールドカップ総合優勝を果たしたが、翌シーズン以降はコグラーが王者に輝き、ノイパーは国内でも世界でも2番手に甘んじた。

## プロフィール
ノイパーは19歳であった1979/80シーズンのジャンプ週間で総合優勝し、続くレークプラシッドオリンピックで90m級個人銀メダルを獲得。70m級では6位入賞を果たした。またスキージャンプ・ワールドカップで3勝をあげ初代総合チャンピオンとなった。
翌シーズンもジャンプ週間2連覇を達成、ワールドカップ総合でも4位となった。
さらに1981/82シーズンもワールドカップ総合で2位となり、ノルディックスキー世界選手権では団体戦で銀メダルを獲得した。
しかし、このシーズンを最後に以後成績は急降下する。
1982/83シーズンの初戦となる1982年12月30日のオーベルストドルフこそ6位入賞したものの、その後ワールドカップで一桁順位を記録したことは無く、1985年には現役を退いた。
引退後はオーストリアのバド・ミッテルンドルフでスキースクールを経営している。
1984年に結婚、娘が2人いる。
2003年に「Flatline」というタイトルの自叙伝を出版した。（ISBN 3850521761）